# 제19회 부산국제단편영화제
제19회 부산국제단편영화제의 시상식에 관한 내용이다.

## 수상 및 후보

### 최우수작품상(국제경쟁)
- 나들이 - 김선경 수상

### 심사위원특별상(국제경쟁)
- 투 해피 투 다이 - 최진영 수상

### 감독상(교보생명상)
- 사춘기 - 제창규 수상

### 관객상(한국경쟁)
- 손님 - 서태수 수상
- 삼천포 가는 길 - 윤성호 수상

### 민송상
- 7Am, Slowly; Opposite Page - 이난 수상

### 코닥상
- 노을 소리 - 홍두현 수상

### 여자연기상
- 세탁기 - 이지혜 수상

### 남자연기상
- 노을 소리 - 박준화 수상